# FX-05 Xiuhcoatl
O FX-05 Xiuhcoatl ("Serpente de Fogo", em náuatle clássico) é um fuzil de assalto mexicano, projetado e construído pela Direção-Geral de Indústria Militar do Exército através das Fabricas Militares. O fuzil foi apresentado oficialmente no desfile militar em 16 de setembro de 2006, nas mãos do Grupo Aeromóvel de Forças Especiais.
O projeto foi coordenado pelo Centro de Pesquisa Aplicada e Desenvolvimento Tecnológico da Indústria Militar e SEDENA e todas as suas partes são construídas no México. Segundo o diretor Otilio Ramírez Serrano, até julho de 2019 foram produzidos aproximadamente 155.000 fuzis. O FX-05 é distribuído entre as Forças Armadas Mexicanas, e a indústria militar pretende produzir 30.000 por ano. Sendo amplamente utilizado na guerra contra o  narcotráfico.

## Desenvolvimento
O desenvolvimento do FX-05 começou como uma pesquisa de 16 meses em 2005 como parte dos esforços de pesquisa para substituir os fuzis HK G3A3 que estavam em serviço com os militares mexicanos.  Originalmente, o HK G36 deveria se tornar o fuzil padrão dos militares mexicanos, pois já havia planos para transferir tecnologia e equipamentos para o México para construir inicialmente 30.000 fuzis a um custo de € 63 016 125 como parte do programa de modernização militar do México. O governo mexicano finalmente decidiu que queria uma alternativa mais econômica ao G36, o que resultou na decisão de encerrar o projeto antes que qualquer tecnologia ou equipamento pudesse ser transferido e o projeto FX-05 fosse realizado.
Um relatório mexicano afirma que até dezembro de 2006, $ 84.000.000 pesos mexicanos (€ 5 855 698 à taxa de câmbio de dezembro de 2006) foram investidos no projeto FX-05, incluindo matérias-primas e utilizando apenas equipamentos e tecnologia nacional. Liderando o projeto FX-05 estava o general Alfredo Oropeza Garnica com o general de brigada José Antonio Landeros. Em 2015, foi revelado que devido a cortes orçamentários não seria capaz de atender a taxa de produção de 121 000 FX-05s até 2018.
Em 16 de setembro de 2016, os militares mexicanos revelaram uma nova variante do FX-05 conhecido como a metralhadora Xihucóatl ao lado de um lançador de granadas  feito para ele.

## Detalhes do projeto

Rifling ranhurado normal usado em muitos rifles (esquerda), em comparação com o rifling poligonal usado no FX-05 (direita)

O design da arma é compatível com miras telescópicas, red-dot e mecânicas e possui coronha dobrável e ajustável. O cano é forjado a martelo, e a arma é capaz de disparo semiautomático, rajada de três rodadas e disparo automático completo. Tem uma taxa cíclica de fogo de 750 tiros por minuto. A maior parte do receptor do rifle é construído com um polímero reforçado com fibra de carbono com uma estrutura de titânio subjacente e vem nas cores preto, verde escuro e marrom do deserto, bem como os padrões de camuflagem digital SEDENA usado pelo exército mexicano. A alça de carregamento pode ser instalada em ambos os lados do rifle com pistão de gás localizado acima do cano, que opera sob um sistema de parafuso rotativo multi-lugged. Os seletores de modo de segurança/fogo estão localizados acima do punho da pistola em ambos os lados do FX-05. Pode aceitar o padrão da OTAN, bem como revistas transparentes específicas. Em 2017, foi anunciado que um pod de aderência de fabricação mexicana estava em desenvolvimento.
O mecanismo interno e o barril são feitos de aço inoxidável resistente à corrosão avançado. Um lançador de granadas de explosão de ar programável indígena está atualmente em desenvolvimento para o FX-05, que será capaz de disparar munições padrão da OTAN, além da nova granada de ar combustível RSE-7 do México. O FX-05 também é compatível com o lançador de granadas AG36 usado no G36, que está em uso até que o design proprietário seja finalizado. Em 2017, também foi demonstrado um UBGL de fabricação mexicana.
O FX-05 é um dos poucos fuzis de assalto do mundo com espingarda poligonal, que elimina os sulcos normais de um cano de armas substituindo-os por um sistema de "colinas e vales" em um padrão poligonal arredondado. A mira óptica é integrada com uma alça de transporte anexada como padrão.
Houve algumas críticas de que o barril tem problemas de confiabilidade e uma vida útil curta, atribuída a materiais de baixa qualidade.
O FX-05 está disponível em várias configurações otimizadas para diferentes usos, incluindo: fuzil de assalto, carabina, compacto, metralhadora leve e variantes de  franco atirador. As variantes são todas essencialmente idênticas, exceto a carabina curta com uma extremidade dianteira encurtada e o atirador sendo equipado com uma coronha fixa ajustável em vez da coronha dobrável padrão.
| Rifle de Assalto | 480 milímetros | 1 087 milímetros | 887 milímetros  | 3,89 kg |
| Carabina         | 393 milímetros | 980 milímetros   | 780 milímetros  | 3,22 kg |
| Carabina Curta   | ?              | ?                | ?               | ?       |
| Atirador afiado  | ?              | 1204 milímetros  | --              | 4,02 kg |
| LMG              | ?              | 1244 milímetros  | 1044 milímetros | 4,23 kg |

## Disputa legal com Heckler & Koch

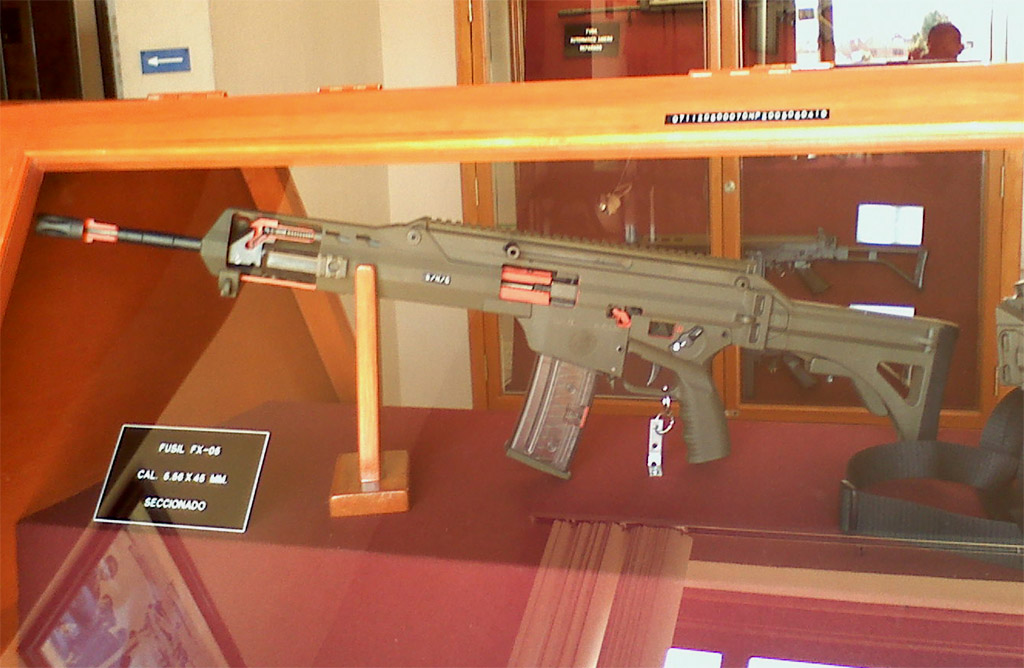
A influência do receptor G36, pistão a gás estilo AK e sistema de retardo de recuo mexicano pode ser visto neste corte parcial de um FX-05 Xiuhcoatl de primeira geração.

Em 1 de fevereiro de 2007, representantes da secretaria da defesa nacional da  Heckler & Koch se reuniram na Cidade do México para tratar das acusações de violação de patente da empresa alemã. Eles alegaram que o Exército "replicou" o design do fuzil de assalto HK G36 . Após uma exibição de modelos detalhados do FX-05, os representantes de HK ficaram convencidos de que, apesar das semelhanças entre os dois rifles, não havia violação de patente, encerrando assim o desacordo. No final, a empresa alemã afirmou que não iria processar com base no fato de que, embora o rifle pareça semelhante, é internamente diferente com um mecanismo completamente diferente.
O relatório concluiu que, embora externamente o FX-05 tenha elementos de desenho óbvios, existem várias diferenças notáveis. O receptor que foi estilizado após o G36 é de fato acoplado a um pistão de gás de curso  longo semelhante em operação a um rifle do tipo . Embora as partes mais avançadas do rifle tenham sido produzidas independentemente no México, os funcionários da Heckler & Koch ainda questionaram a DGIM (fabricante do FX-05) sobre a questão do sistema de receptor dos rifles que é quase idêntico ao G36.
Acredita-se que o receptor foi feito para ser semelhante ao G36 para maximizar a semelhança entre as duas armas, já que muitas das forças policiais do México são emitidas com o G36. De qualquer forma, parece que as versões mais recentes do FX-05 apresentam um receptor recém-projetado diferente, já que o FX-05 mais recente vem com uma seleção de disparo de quatro posições (seguro, disparo único, disparo de três rodadas, disparo automático completo ), enquanto o FX-05 original veio com apenas três seleções de disparo (seguro, único tiro, totalmente automático). Esta teoria também é reforçada pelo fato de os novos modelos FX-05 pretos apresentarem uma saliência metálica visível antes do ejetor do carregador e o receptor ser visivelmente menor.No fim, foi verificado que apesar das similaridades, não se tratava de uma cópia.